# Httpd.conf
httpd.conf — головний файл конфігурації сервера Apache, що містить директиви, які керують роботою сервера.

## Формат
Директиви конфігурації згруповані в три основних розділи:
1. Директиви, що керують процесом Apache в цілому (глобальне оточення).
2. Директиви, що визначають параметри «головного» сервера, або сервера «за умовчанням», який відповідає на запити, що не обробляються віртуальними хостами. Ці директиви визначають також налаштування за умовчанням для решти віртуальних хостів.
3. Налаштування для віртуальних хостів, що дозволяють оброблювати запити Web єдиним сервером Apache, але спрямовувати на різні IP адреси чи імена хостів.